# Рударці
Руда́рці (болг. Рударци) — село в Перницькій області Болгарії. Входить до складу общини Перник.

## Населення
За даними перепису населення 2011 року у селі проживали 1362 особи.
Національний склад населення села:
| Національність   | Кількість осіб | Відсоток |
| ---------------- | -------------- | -------- |
| болгари          | 1277           | 97,3%    |
| цигани           | 23             | 1,8%     |
| турки            | 0              | 0%       |
| інша             | 5              | 0,4%     |
| не визначились   | 7              | 0,5%     |
| Всього відповіли | 1312           |          |

Розподіл населення за віком у 2011 році:
Динаміка населення: